# Stoll (Familienname)
Stoll ist ein deutschsprachiger Familienname.

## Namensträger

### A
- Alexander Stoll (* 1975), deutscher Kunsthistoriker und Museumskurator
- Alfred Stoll (1909–2008), Deutscher Meister in der Nordischen Kombination und im Skispringen, Teilnehmer an den Olympischen Winterspielen von 1936
- André Stoll (* 1941), deutscher Romanist, Literaturwissenschaftler und Hochschullehrer
- Andrea Stoll (* 1960), deutsche Autorin und Dramaturgin
- Andreas Stoll (* 1935), italienischer Psychologe und Pädagoge
- Anna Katharina Stoll (* 1980), deutsche Schlagersängerin
- Anne Marie Stoll-Rommerskirchen (1909–1985), deutsche Malerin und Bildhauerin
- Arthur Stoll (1887–1971), Schweizer Biochemiker
- Artur Stoll (1947–2003), deutscher Maler, Bildhauer und Objektkünstler
- August Stoll (Sänger) (1853–1918), österreichischer Sänger, Regisseur und Komponist
- August Hermann Stoll (1911–1991), deutscher Maler
- Axel Stoll (1948–2014), deutscher Geologe, Verschwörungstheoretiker und Buchautor

### B
- Barbara Stoll (* 1961), deutsche Schauspielerin, Synchron- und Hörspielsprecherin, sowie Sängerin
- Benjamin Stoll (* 1979), deutscher Schauspieler
- Brigitte Stoll (1927–2020), deutsche Politikerin (CDU) und Mitglied des Niedersächsischen Landtages

### C
- Carl Stoll (Unternehmer) (1846–1907), deutscher Wagenbauer, Pionier bei Oberleitungsfahrzeugen; siehe Geschichte des Oberleitungsbusses #Das System Stoll (1901)
- Carl Stoll (Politiker) (1888–1961), deutscher Politiker, Bürgermeister der Städte Lauenburg/Elbe und Fürstenwalde/Spree
- Caroline Stoll (* 1960), US-amerikanische Tennisspielerin
- Caspar Stoll (zwischen 1725 und 1730–1791), deutsch-niederländischer Insektenkundler (Entomologe)
- Cédric Stoll (* 1982), französischer Fußballspieler
- Christian Stoll (Pfarrer) (1903–1946), deutscher lutherischer Theologe
- Christian Stoll (Gitarrenbauer) (* 1959), deutscher Gitarrenbauer
- Christian Stoll (Journalist) (* 1960), deutscher Journalist und Stadionsprecher
- Christian Stoll (Mediziner) (* 1960), deutscher Mund-, Kiefer- und Gesichtschirurg, Chefarzt und Hochschullehrer
- Christian Stoll (Theologe) (* 1982), deutscher Theologe
- Christof Stoll (1912–2003), deutscher Unternehmer
- Clifford Stoll (* 1950), US-amerikanischer Astronom und Publizist
- Corey Stoll (* 1976), US-amerikanischer Schauspieler

### D
- David Stoll (* 1952), US-amerikanischer Anthropologe

### E
- Enrico Stoll (* 1978), deutscher Raumfahrtingenieur
- Erich Stoll (Politiker, 1900) (1900–nach 1980), deutscher Heimatforscher und Politiker, Bürgermeister von Großburgwedel
- Erich Stoll (Kameramann) (1907–nach 1956), deutscher Kameramann
- Erich Stoll (Lehrer) (1914–2009), deutscher Lehrer und Heimatkundler
- Erich Stoll (Politiker, II), deutscher Politiker (CDU), MdV
- Erich Stoll (Raumplaner) (1930/1931–2011), deutscher Raumplaner und Hochschullehrer
- Ernst Stoll (1872–1955), deutscher Maler und Kaufmann

### F
- Fabienne Becker-Stoll (* 1967), deutsche Psychologin
- François Stoll (* 1939), Schweizer Psychologe
- Franz Stoll (Politiker) (1902–1956), österreichischer Politiker (ÖVP)
- Franz Xaver Stoll (1834–1902), deutscher Pädagoge, Gymnasiallehrer
- Friedrich Stoll (1597–1647), kaiserlicher Hof- und Kammermaler
- Fritz Stoll (Politiker) (1889–nach 1948), Schweizer Landwirt und Politiker
- Fritz Stoll (Fußballspieler) (1909–1989), US-amerikanischer Fußballspieler

### G
- Georg Stoll (Politiker, 1801) (1801–1855), deutscher Ökonom und Politiker, MdL Hessen
- Georg Stoll (Politiker, 1828) (1828–1883), deutscher Baumeister und Politiker (DFP), MdR
- Georg Heinrich Stoll (Unternehmer) (1847–1914), deutscher Unternehmer
- George E. Stoll (1902–1985), US-amerikanischer Filmkomponist
- Gerold Stoll (1925–2017), österreichischer Rechtswissenschaftler
- Gisa Stoll (1942–2016), deutsche Schauspielerin und Hörspielsprecherin
- Gottlieb Stoll (1897–1971), deutscher Fabrikant
- Günther Stoll (1924–1977), deutscher Schauspieler
- Gustav Stoll (1814–1897), deutscher Gartenbauinspektor und Pomologe

### H
- Hagen Stoll (* 1975), deutscher Musiker und Produzent
- Hanns Stoll (1889–1949/1950), deutscher Maler und Grafiker
- Hanns Müller-Stoll (1911–1939), deutscher Geologe
- Hans Stoll (1926–2012), deutscher Rechtswissenschaftler
- Hans-Joachim Stoll (1931–2015), deutscher Archäologe
- Heather Stoll (* 1973), US-amerikanische Geologin
- Heinrich Stoll (Theologe) (1489–1557), deutscher Theologe und Hochschullehrer
- Heinrich Stoll (Unternehmer) (1847–1914), deutscher Unternehmer
- Heinrich Stoll (Jurist) (1891–1937), deutscher Jurist und Rechtshistoriker
- Heinrich Alexander Stoll (1910–1977), deutscher Klassischer Philologe
- Heinrich Wilhelm Stoll (1819–1890), deutscher Klassischer Philologe
- Henry Stoll (1822–1890), deutscher Maler und Kunstsammler
- Herbert Stoll (1905–1962), erzgebirgischer Mundartdichter
- Hermann Stoll (1904–1944), deutscher Geologe und Prähistoriker

### I
- Inge Stoll (1930–1958), deutsche Rennsportlerin

### J
- Jarret Stoll (* 1982), kanadischer Eishockeyspieler
- Joachim Stoll (1615–1678), deutscher evangelischer Theologe und Hofprediger
- Johann Baptist Stoll (1808–1875), deutscher Heimatforscher
- Johann Philipp Stoll (1636–1700), deutscher Jurist und Bürgermeister von Zittau
- Joseph Ludwig Stoll (1777–1815), österreichischer Lyriker, Dramatiker und Privatgelehrter
- Johannes Stoll (1769–1848), deutscher Mediziner und Medizinalbeamter
- Johannes Gruntz-Stoll (* 1952), Schweizer Erziehungswissenschafter und Autor
- John Stoll (1913–1990), britischer Artdirector und Szenenbildner
- Josef Stoll (Schriftsteller) (1879–1956), deutschsprachiger Schriftsteller
- Josef Stoll (Schiedsrichter) (1915–1994), österreichischer Fußballschiedsrichter
- Josef Stoll (Politiker) (1918–1993), österreichischer Politiker (SPÖ)
- Joseph Stoll (Dichter) (1778–1815), österreichischer Dichter
- Joseph Stoll (1879–1956), deutscher Lehrer, Heimat- und Sprachforscher sowie Lokalpolitiker
- Julia Palmer-Stoll (1984–2005), deutsche Schauspielerin

### K
- Karl Stoll (Mediziner) (1828–1913), deutscher Generalarzt
- Karl Stoll (Politiker, 1869) (1869–1924), Schweizer Politiker, Nationalrat
- Karl Stoll (Politiker, 1888) (1888–1961), deutscher Politiker, Bürgermeister von Lauenburg/Elbe und Fürstenwalde/Spree
- Karl Stoll (Pomologe) (1917–2001), Schweizer Obstbauwissenschaftler
- Karlheinz Stoll (Theologe) (1927–1992), deutscher evangelischer Theologe, Pfarrer und Bischof
- Karl-Heinz Stoll (Anglist) (* 1942), deutscher Sprach- und Übersetzungswissenschaftler, Anglist und Literaturwissenschaftler
- Karl Philipp Stoll (1668–1741), Zittauer Stadtrichter und Bürgermeister
- Katharina Bickerich-Stoll (1915–2015), deutsche Mykologin
- Kathrin Stoll (* 1961), deutsche Kanutin und vierfache Weltmeisterin, siehe Kathrin Kolloch
- Katrin Stoll (* 1962), deutsche Kunstauktionatorin
- Klaudia Stoll (* 1968), deutsche Performance- und Installationskünstlerin, siehe Stoll & Wachall
- Klaus Stoll (* 1943), deutscher Kontrabassist

### L
- Ladislav Štoll (1902–1981), tschechoslowakischer Literaturkritiker, Kunstkritiker und Politiker
- Lara Stoll (* 1987), Schweizer Slam-Poetin
- Lennart Stoll (* 1996), deutscher Fußballspieler
- Leopold von Stoll (1808–1889), Blumenmaler niederländischer Abstammung
- Lisa Stoll (* 1996), Schweizer Alphornsolistin

### M
- Manfred Stoll (* 1965/1966), deutscher Önologe und Hochschullehrer
- Marius Stoll (* 1999), deutscher Basketballspieler
- Martin Stoll (Unternehmer) (1920–2012), deutscher Unternehmer
- Martin Stoll (Journalist) (* 1962), Schweizer Journalist und Transparenzaktivist
- Martin Stoll (Fußballspieler) (* 1983), deutscher Fußballspieler
- Max Stoll (1899–1969), Schweizer Chemiker
- Maximilian Stoll (1742–1787), österreichischer Arzt deutscher Herkunft
- Monika Stoll (* 1966), deutsche Biologin

### N
- Nelson Stoll, Tonmeister
- Norbert Stoll (* 1940), deutscher Fußballspieler

### O
- Oliver Stoll (Sportpsychologe) (* 1963), deutscher Sportpsychologe
- Oliver Stoll (Althistoriker) (* 1964), deutscher Althistoriker
- Otto Stoll (1849–1922), Schweizer Mediziner, Sprachforscher und Völkerkundler

### P
- Pablo Stoll (* 1974), uruguayischer Drehbuchautor und Regisseur
- Paul Stoll (Physiker) (1895–1969), Schweizer Physiker
- Paul Stoll (Basketballspieler) (* 1985), US-amerikanisch-mexikanischer Basketballspieler
- Peter Stoll (Bischof) († 1548), deutscher Geistlicher und Dominikaner
- Peter Stoll (Sänger) (1813–1888), österreichischer Sänger
- Peter Stoll (Mediziner) (1916–1993), deutscher Gynäkologe und Hochschullehrer
- Peter Stoll (Physiker) (1923–1988), Schweizer Physiker und Hochschullehrer
- Peter Stoll (Forstmann) (1931–2015), deutscher Forstmann und Naturschützer
- Peter Stoll (Fussballspieler) (* 1962), Schweizer Fußballspieler
- Peter Stoll (Ökologe) (* 1963), Schweizer Pflanzenökologe und Hochschullehrer
- Peter-Tobias Stoll (* 1959), deutscher Rechtswissenschaftler
- Philip H. Stoll (1874–1958), US-amerikanischer Politiker

### R
- Raimund Stoll (1892–1977), österreichischer Beamter und Politiker
- Regina Stoll (* 1955), deutsche Sportmedizinerin und Hochschullehrerin
- Robert Thomas Stoll (1919–2006), Schweizer Kunsthistoriker, Kunstvermittler, Kunstkritiker
- Rolf Stoll (Geophysiker) (1940–2020), deutscher Geophysiker
- Rolf Dieter Stoll (1933–2021), deutscher Montanwissenschaftler und Hochschullehrer, Direktor des Instituts für Bergbaukunde
- Rolf W. Stoll (* 1951), deutscher Verleger
- Rudolf Stoll (Pomologe) (1847–1913), deutscher Obstbaukundler
- Rudolf Stoll (Sänger) (1911–1991), deutscher Opernsänger (Tenor) und Schulleiter

### S
- Simon Stoll (1852–1914), österreichischer Fabrikant, Kommunalpolitiker und Mäzen
- Steve Stoll (* 1967), US-amerikanischer Techno-Musikproduzent und Plattenlabelinhaber
- Susanne Hüttmann-Stoll (* 1959), deutsche Juristin, Richterin am Bundessozialgericht
- Susanne Stoll-Kleemann (* 1969), deutsche Geographin

### T
- Tatjana Stoll (Juristin) (* 1961 oder 1962), deutsche Juristin
- Tatjana Stoll (Tennisspielerin) (* 1996), deutsche Tennisspielerin
- Theresa Stoll (* 1995), deutsche Judoka
- Thomas Stoll (* 1967), deutscher Basketballfunktionär
- Torsten Stoll (* 1964), deutscher Schauspieler

### V
- Valerie Stoll (* 1999), deutsche Schauspielerin
- Veronika Schlüter-Stoll (1924–2002), deutsche Bildhauerin

### W
- Walter Stoll (1910–1983), deutscher Sänger (Bariton)
- Werner Stoll (1902–1987), deutscher Politiker (NSDAP)
- Wilhelm Stoll (Goldschmied) (1907–1989), deutscher Silber- und Goldschmied
- Wilhelm Stoll (Mathematiker) (1923–2010), deutscher Mathematiker und Hochschullehrer
- Willy Georg Stoll (* 1932), Schweizer Mediziner
- Willy Peter Stoll (1950–1978), deutscher Terrorist der RAF
- Wolfgang Stoll (1947–2009), deutscher HNO-Arzt und Hochschullehrer
- Wolfgang Müller-Stoll (1909–1994), deutscher Botaniker und Hochschullehrer